# U 193
U 193 war ein deutsches Langstrecken-U-Boot vom Typ IX C/40, welches im Zweiten Weltkrieg zum Einsatz kam.

## Geschichte
Der Bauauftrag des Bootes ging am 4. November 1940 an die AG Weser in Bremen, als sechzehnte Einheit des Typs IX C/40. Der Kiel des Bootes wurde am Ende 1941 mit der Baunummer 1039 gelegt und nach achtmonatiger Bauzeit vom Stapel gelassen. Nach dem Stapellauf und erfolgter Restausrüstung, stellte Korvettenkapitän Hans Pauckstadt das Boot am 10. Dezember 1942 in Dienst. Mit U 193 hielt Pauckstadt sein sechstes und letztes Kommando auf einem U-Boot, welches er nach zwei Feindfahrten am 31. März 1944 verließ. Anschließend übernahm er das Kommando der 8. U-Flottille, stationiert in Danzig. Zudem kommandierte er außer U 193 noch U 18, U 12, U 30, U 34 sowie U 516. Das Boot verfügte auch über ein Turmemblem: ein Blau-Weiß-Roter Schild mit einem Stern in der oberen linken Ecke. In schwarzer Schrift stand der Satz: Durst ist Schlimmer als Heimweh auf dem weißen Teil des Wappenschildes. Die Farben des Wappenschildes deuteten auf die Flagge von Schleswig-Holstein hin.

## Einsatzstatistik

### 1. Unternehmung
U 193 lief am 11. Mai 1943 um 8:00 Uhr aus Kiel zur ersten Feindfahrt aus. Am 12. Mai lief es um 21.00 Uhr in Marviken  (Norwegen) ein, um erneut Brennstoff und Wasser zu ergänzen. Am 17. Mai wurde in Bergen die Abgasklappe repariert, bevor es fünf Tage später um 20:00 Uhr endgültig auslief. Das Boot operierte während der 69-tägigen Fahrt im Mittelatlantik sowie bei den Kanarischen Inseln, bevor es am 23. Juli um 22:00 Uhr in Bordeaux einlief, ohne dass ein Schiff versenkt oder beschädigt werden konnte.
U 193 lief am 21. September um 9:00 Uhr, zusammen mit U 530 (Kapitänleutnant Kurt Lange) von Bordeaux aus, um für Restausrüstungen nach La Pallice zu verlegen. Beide Boote liefen drei Tage später dort ein.

### 2. Unternehmung
U 193 lief sechs Tage nach der Restausrüstung um 18:45 Uhr zur zweiten Feindfahrt von La Pallice aus. Die Operationsgebiete waren der Mittelatlantik, der Westatlantik und der Golf von Mexiko. Am 1. November traf sich das Boot mit dem Typ XIV „Milchkuh“ Boot U 488 (OL.d.R Erwin Bartke), welches U 193 mit 30 m³ Brennstoff und Proviant für 20 Tage versorgte. Am 13. November trafen sich beide Boote erneut, und U 193 erhielt 68 m³ Brennstoff und Proviant für weitere 11 Tage. Am 3. Dezember versenkte KKpt. Pauckstadt sein einziges Schiff: den US-amerikanischen Turbinentanker Touche mit 10.172 BRT. Auf dieser 122 Tage langen Fahrt wurde das Boot auf dem Rückmarsch durch die Biskaya bei einem alliierten Luftangriff beschädigt und lief El Ferrol im neutralen Spanien zur Reparatur an. Das Boot verließ El Ferrol nach zehn Tagen und lief am 24. Februar 1944 in Lorient ein. Nach dieser Fahrt wurde KKpt. Pauckstadt als Kommandant von U 193 durch Oberleutnant Ulrich Abel abgelöst.

### 3. Unternehmung
Das Boot lief am 23. April 1944 zur dritten Feindfahrt aus, doch gab es bereits wenige Tage nach dem Auslaufen keine weiteren Meldungen. Boot und Besatzung gelten seitdem als vermisst.

## Verbleib
U 193 ist seit dem 23. April 1944 verschollen. Der amtliche Todestag des Bootes war der 6. Mai 1944.
Dass das Boot am 28. April 1944 in der Biskaya westlich von Nantes durch eine mit Leigh-Light ausgerüstete Vickers Wellington des britischen 612. Squadron versenkt wurde, stellt sich nach heutigen Untersuchungen als inkorrekt heraus, da dieser Angriff dem sich auf dem Rückmarsch befindlichen U 802 galt. Es war ein Totalverlust mit 59 Toten.